# Buslijn 127 (Amsterdam-Vinkeveen)
Buslijn 127 is een voormalige buslijn van Amsterdam Amstelstation via Abcoude naar Vinkeveen.

## Geschiedenis

### Lijn 20, 11 en 27
De lijn begon in 1962 bij de toenmalige streekvervoerder Maarse & Kroon als lijn 20 van Amsterdam naar Loenersloot. Op 7 mei 1967 werd de lijn in verband met de komst van een nieuwe lijn 20 naar Schiphol Centrum vernummerd in lijn 11. In 1973 fuseerde Maarse & Kroon met NBM tot Centraal Nederland waarbij lijn 11 werd vernummerd in lijn 27 en zowel met Aalsmeerse als Amsterdamse bussen werd gereden. In 1974 werd de lijn ingekort tot Vinkeveen. Op het traject naar Loenersloot ging lijn 17 rijden.

### Lijn 127
In 1980 begon CN systematisch de lijnnummers te verhogen om doublures te vermijden; lijn 27 werd 127  tot aan de opheffing in mei 1981. Het traject Abcoude-Vinkeveen ging naar Bijlmerlijn 126 die een nieuw eindpunt kreeg in Mijdrecht; evenals de tot 128 vernummerde lijn 17 die als lijn 141 werd doorgetrokken naar Uithoorn (1984) en Schiphol Centrum (1986). 